# The Adventures of Tom Sawyer (jeu vidéo)
Pour les articles homonymes, voir Les Aventures de Tom Sawyer (homonymie).
The Adventures of Tom Sawyer, au Japon Tom Sayer no Bōken (トム・ソーヤーの冒険, Tomu Sōyā no Bōken), est un jeu vidéo de plates-formes sorti en 1989 sur Nintendo Entertainment System. Le jeu est édité par Seta.
Le jeu est inspiré du roman Les Aventures de Tom Sawyer de Mark Twain.

## Synopsis
Tom Sawyer rêve qu'il doit sauver Becky des griffes de Injun Joe. Pour réussir sa mission, il devra affronter différentes créatures dans six niveaux différents.

## Système de jeu
The Adventures of Tom Sawyer est un jeu de plates-formes similaire à Super Mario Bros.
De fait, le jeu est particulièrement prisé des speed runner.[réf. nécessaire]